# 德列茲納
德列茲納（俄语：Дрезна́）是俄羅斯莫斯科州東部的一個城市。位於莫斯科以東83公里。2002年人口11,665人。
1897年開埠。1940年設市。